# Adiestramima multa
Adiestramima multa är en insektsart som först beskrevs av Andrej Vasiljevitj Gorochov 1994.  Adiestramima multa ingår i släktet Adiestramima och familjen grottvårtbitare. Inga underarter finns listade i Catalogue of Life.